# Діна Санічар

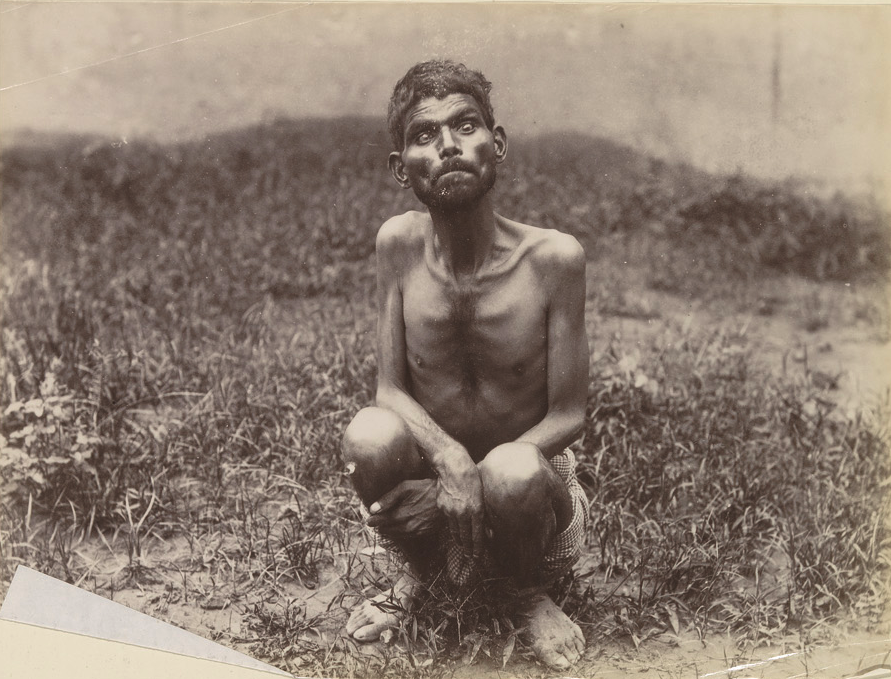
Санічар у приблизно 1889—1894 роках

Діна Санічар (1860 або 1861—1895) був дитиною джунглів. Група мисливців знайшла його серед вовків у печері в Буландшахрі, штат Уттар-Прадеш, Індія, в лютому 1867 року у віці близько шести років.
Санічара відправили до дитячого будинку Секундра в Агрі, де він жив серед інших людей понад двадцять років. Він так і не навчився говорити і залишався серйозно хворим на все життя.

## Відкриття
Діну Санічара знайшли в печері в районі Буландшахр і доставли до Вільяму Лоу, місцевому окружному судді та податківцю. Згодом Лоу відправив Санічара до притулку для сиріт Секундра в Агрі.
У сиротинці його назвали «Санічар», бо він приїхав у суботу. Як повідомляється, коли він прибув до дитячого будинку, то ходив навкарачки і їв сире м'ясо. А що він не міг говорити, то видавав звуки схожі на вовчі. Він прожив серед інших людей більше двадцяти років, але так і не навчився говорити і все своє життя залишався серйозно хворим. Санічар був завзятим курцем.

## Смерть і пам'ять
Він помер від туберкульозу в 1895 році.
Можливо, Санічар був джерелом натхнення для персонажа Мауглі в «Книзі джунглів» Редьярда Кіплінга.